# Aarno Snellman

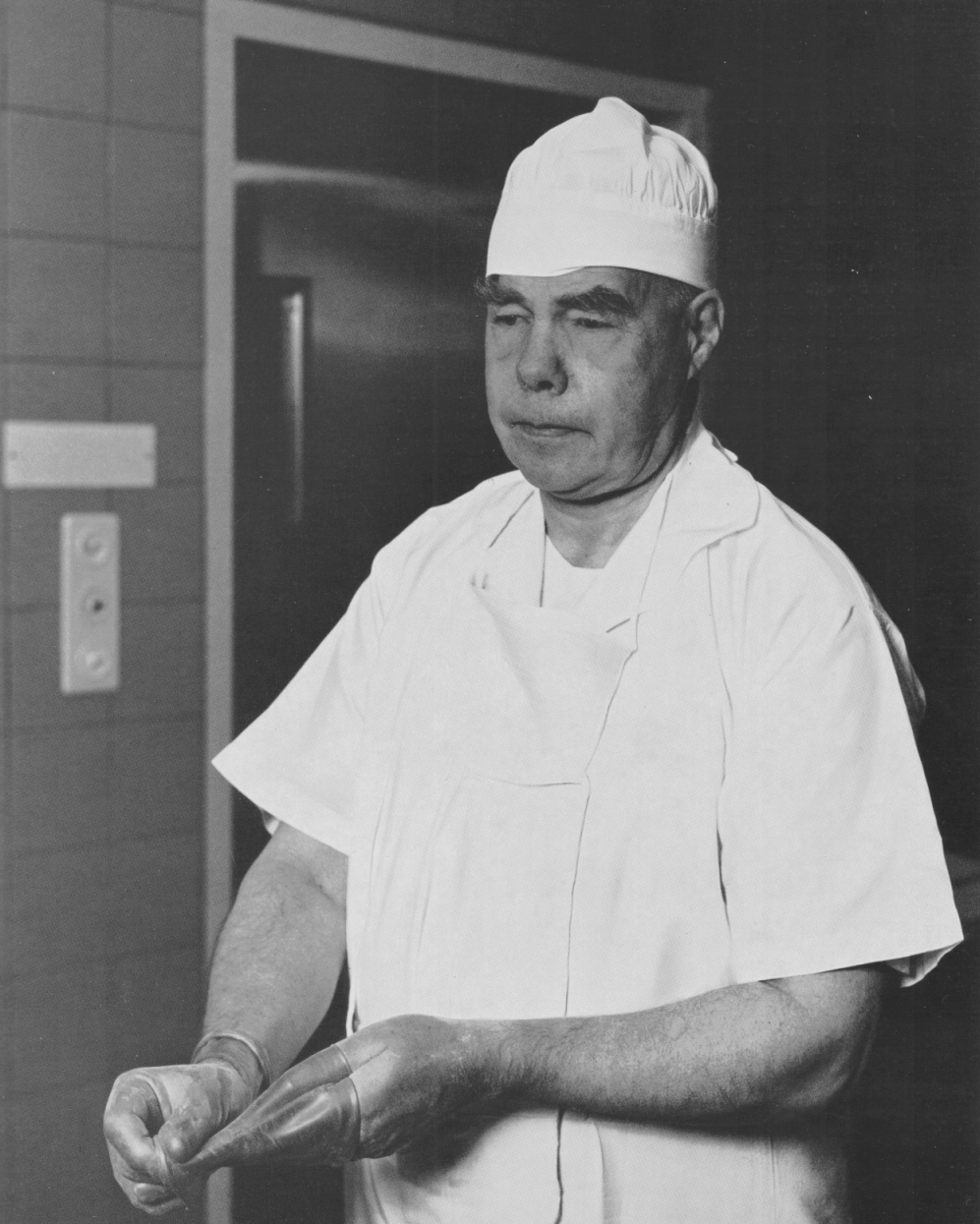
Aarno Snellman i början av 1960-talet.

Aarno Snellman, född 5 juni 1893 i Helsingfors, död där 21 oktober 1964, var en finländsk läkare och professor.
Snellman blev medicine och kirurgie doktor 1931. Han var kommunalläkare i Viitasaari 1924–1932, 1932–1943 underläkare och 1944–1957 överläkare vid Röda korsets sjukhus i Helsingfors; e.o. professor i neurokirurgi vid Helsingfors universitet 1947–1960. Han var en banbrytare för hjärnkirurgin i Finland.